# لو باقي ليلة (مسلسل)
لو باقي ليلة، مسلسل  إماراتي. عرض في عام 2012.

## عن المسلسل
يناقش مسلسل ” لو باقي ليلة ” مجموعة من القضايا الاجتماعية على رأسها قضية التفكك الأسري، وهي قضية يتخللها الكثير من القضايا الداخلية الأخرى، المسلسل اجتماعي تدور أحداثه حول مجموعة من القضايا الاجتماعية التي تحدث للأسرة الخليجية حيث يتناول قصة أب لديه أربع بنات لكل واحدة عملها المختلف حيث كل واحدة منهن تكون متميزة بمجالها المهني والاجتماعي، فإحداهما شخصية رياضية وتعمل عداءة، وهناك شخصية محامية وأخرى شخصية رسامة، حيث تتوفى والدتهم في أول حلقة من المسلسل ليكمل والدهم الفنان «عبد العزيز الجاسم» المشوار محاولاً جمع بناته في إطار شيق بالرغم من الشتات الذي لحق بهن، فإنهن ما يزلن يجتمعن معاً في بيت أبيهن أو بيت العائلة في المناسبات وأيام الأعياد، ويجسد الفنان «عبد العزيز الجاسم» في هذا العمل شخصية جديدة بالنسبة له وهي شخصية أباً لأربع بنات حيث تتوالى الأحداث، ويعيش الأب من خلال الحلقات المتسلسلة للعمل الدرامي، مواقف اجتماعية تحكي عن الترابط الأسري وأهميته في بناء أسر سعيدة بعيداً عن تناقضات الحياة، لا سيما وأن أحداث المسلسل المتتالية سوف تؤدي إلى كشف تفكك أسري لم يكون الأب سببا به، بل أشياء جديدة تحدث لهذه العائلة التي تود أن تنعم بجو اسري هادي، والتي سوف تطرح من خلال أحداث المسلسل، كما تلعب الفنانة «اسيل عمران» من خلال المسلسل دور جديد ومختلف تجسد فيه شخصية عداءة رياضية لها عدة إنجازات بمجال رياضة الجري، حيث تتعرض لمؤامرة من قبل مدربها الذي يعطيها جرعات منشطة مما يؤثر ذلك على هرموناتها الأنثوية، وبالتالي أثر على حياتها وبدأت تتغيرأو تتحول بعض ملامح أنوثتها، مثل زيادة شعر الجسم وميلها نحو العنف، وتوالى الأحداث حيث تقع الكثير من المفاجآت والمفارقات والتي تجذب المشاهد، يذكر أن أسيل قد انهالت عليها عروض التمثيل في الفترة الأخيرة وذلك بعد تجربتها الأولى بالمشاركة في مسلسل «أكون أو لا»، والتي أشاد النقاد بأنها كانت تجربة ناجحة، وهو ما شجعها على الاستمرار في عالم التمثيل.حيث كان هذا العمل أيضاً من إخراج علي العلي، وتأليف الكاتب حسين المهدي، مما جعلها تقرر خوض التجربة مرة أخرى من خلال مسلسل «لو باقي ليلة».

## بطولة
- عبد العزيز الجاسم سلمان
- فوز الشطي ريم
- شيماء علي جليلة
- بثينة الرئيسي ايمان
- صمود إبتهال
- حمد العماني يونس
- سامي رشدان وليد
- أسيل عمران وجيهة
- صلاح الملا كامل
- مي البلوشي مريم
- أمل محمد فاطمة
- ايمان حسين أم يونس
- محمد أنور (ممثل قطري) عبد الله
- عبد الله الطراروة راشد
- خالد دياب ضيف الشرف
- علياء المناعي أم عمر